# 23 (film)
Ne pas confondre avec le film américain Le Nombre 23 de 2007.
Pour les articles homonymes, voir Vingt-trois.
Pour plus de détails, voir Fiche technique et Distribution.
23 (23 – Nichts ist so wie es scheint) est un film allemand réalisé par Hans-Christian Schmid, sorti en 1999.

## Synopsis
L'histoire se passe à Hanovre, en Allemagne, durant les années 80, et s'inspire d'une histoire vraie.
Karl Koch est un jeune hacker de génie. Les romans de l'écrivain Robert Anton Wilson nourrissent l'esprit torturé du jeune homme, qui se persuade de l'existence d'une dangereuse société secrète : les Illuminati.
Karl et plusieurs amis participent au Chaos Computer Club, qui pirate les réseaux informatiques de grandes entreprises, dans un idéal de partage général des informations. Notre héros entre bientôt en contact avec le KGB pour livrer des informations volées, afin de maintenir l'équilibre des forces entre États-Unis et Union soviétique dans la guerre froide. Mais, mal entouré, talonné par des ennuis financiers et la toxicomanie, il exécute bientôt ses missions d'espionnage industriel pour l'argent seul.
Au fil de l'intrigue, Karl se montre de plus en plus obsédé par le nombre 23, qu'il voit comme la signature de la secte des Illuminati. Cette obsession lui fait peu à peu perdre le sens des réalités.

## Fiche technique
Sauf indication contraire, les informations mentionnées dans cette section peuvent être confirmées par la base de données cinématographiques IMDb,  présente dans la section « Liens externes ».
- Titre original : 23 – Nichts ist so wie es scheint (litt. « 23 – Rien n'est tel qu'il semble être »)
- Titre français : 23
- Réalisation : Hans-Christian Schmid
- Scénario : Hans-Christian Schmid, Michael Gutmann et Michael Dierking.
- Photographie : Klaus Eichhammer
- Son : William Edouard Franck
- Costumes : Peri de Bragança
- Montage : Hansjörg Weißbrich
- Musique : Enjott Schneider
- Producteurs : Jakob Claussen, Thomas Wöbke
- Société de production : Claussen & Wöbke Filmproduktion GmbH
- Sociétés de distribution : Buena Vista International, Les Acacias, Ris Film House
- Pays de production :  Allemagne
- Langue de tournage : allemand
- Format : Couleur - 1.85 : 1 -  Dolby Digital - 35 mm Panavision
- Genre : Drame informatique
- Durée : 1 h 39 (et une minute de plus dans la version présentée au festival international du film de Mar del Plata en Argentine).
- Dates de sortie
  -  Allemagne : 14 janvier 1999
  -  Autriche : 22 janvier 1999
  -  France : 7 juillet 1999
- Classification
  -  Allemagne Interdit aux enfants de moins de 12 ans
  -  Espagne /  Argentine Interdit aux moins de 13 ans.

## Distribution
- August Diehl : Karl Koch
- Fabian Busch : David
- Dieter Landuris : Pepe
- Jan-Gregor Kremp : Lupo
- Stephan Kampwirth : Maiwald
- Zbigniew Zamachowski : Sergej
- Peter Fitz : Brückner
- Burghart Klaußner : Weber
- Lilly Marie Tschörtner : Beate
- Patrick Joswig : Alex
- Arnulf Schumacher : Seybert
- Sven Lehmann : le vendeur d'ordinateurs
- Oscar Ortega Sánchez : M. Minit
- Brigitte Janner : une secrétaire
- Katrin Klein : une secrétaire
- Hedi Kriegeskotte : la directrice du centre
- Karin Gregorek : la belle-mère de Karl
- Armin Dillenberger : le serveur dans le train
- Hanns Zischler : le père de Karl

## Bande originale
1. Deep Purple – Child in Time
2. Killing Joke – Eighties
3. Iggy Pop – The Passenger
4. Ton Steine Scherben – Rauch-Haus-Song
5. 39 Clocks – DNS
6. The Flying Lizards – Money
7. Dave Pike – Mathar
8. Roxy Music – Love Is the Drug
9. Freundeskreis – Halt Dich An Deiner Liebe Fest – Motiv 23
10. Enjott Schneider – Time Flies
11. Enjott Schneider – Illuminatus
12. Enjott Schneider – Am Winterfeldtplatz
13. Enjott Schneider – Vom BKA Verfolgt
14. Enjott Schneider – Freundschaft
15. Enjott Schneider – Abschied
16. Enjott Schneider – Die Letzte Fahrt

## Autour du film
- Ce film fut très critiqué par les proches du hacker.
- Une autre version des mêmes faits est racontée dans le téléfilm The KGB, the Computer and Me (3 octobre 1990).